# Geoff Stephens
Geoff Stephens (* 1. Oktober 1934 in London; † 24. Dezember 2020 in Bedfordshire) war ein britischer Komponist und Songwriter, der insbesondere in den 1960ern und 1970ern zu den herausragenden Vertreten Englands auf diesem Gebiet zählte.

## Biografie
Stevens war eigentlich von Beruf Lehrer für Französisch, Englisch, Sport und Religion, nahm dann aber einen Job in einer Werbeagentur in London an. Nebenbei schrieb er eine Revue und kleine Sketche für die BBC.
Als ein Musikverleger einen Mitarbeiter suchte, bewarb sich Stephens und bekam einen Job als Komponist.
Im Jahr 1964 schrieb er gemeinsam mit Les Reed seinen ersten Hit – Tell Me When für die Applejacks (Platz 7 UK). Unmittelbar darauf folgte The Crying Game für Dave Berry (1964 Platz 5 UK).
Gemeinsam mit Peter Eden entdeckte und managte er Donovan, dessen erste drei Singles sowie erstes Album er auch produzierte.
1966 schrieb und komponierte er den Song Winchester Cathedral und landete damit einen Nummer-eins-Hit in den USA sowie vordere Hitparadennotierungen z. B. in England (Platz 4) und Deutschland (Platz 15), außerdem gewann er damit 1967 einen Grammy. Speziell für den Song gründete er die The New Vaudeville Band. Die Band spielte im Stil der 20er Jahre, der Leadsänger näselte wie durch ein Megaphon – und der internationale Millionenseller war geboren. Nach Angaben der Fachjournalisten Frank Laufenberg und Julia Edenhofer singt Stephens allerdings selbst („damit das Ganze so würde, wie er es sich das vorgestellt hat“). Noch im Jahr 1966 wurde der Song von Frank Sinatra für das Album That's Life gecovert.
Gemeinsam mit John Carter schrieb er den Song Semi-Detached Suburban Mr. James für Manfred Mann, mit Les Reed folgte für die Herman’s Hermits There’s a Kind of Hush, das später für die Carpenters ein noch größerer Erfolg werden sollte.
Im Jahr 2000 wurde ihm der Ivor Novello Award für seine Verdienste als britischer Songwriter verliehen.

## Werke als Autor oder Co-Autor
- Sorry Suzanne – The Hollies
- Tears (Won’t Wash Away These Heartaches) – Ken Dodd
- Goodbye Sam, Hello Samantha – Cliff Richard
- Daughter of Darkness – Tom Jones
- Knock Knock Who’s There – Mary Hopkin
- The Lights of Cincinnati – Scott Walker
- It’s Gonna Be a Cold Cold Christmas – Dana
- Like Sister and Brother – The Drifters
- It’s Like We Never Said Goodbye – Crystal Gayle
- I’ll Put You Together Again – Hot Chocolate
- Silver Lady – David Soul
- You Won’t Find Another Fool Like Me – The New Seekers
- Sally Sunshine – Miki Antony (deutsch: Wenn du lachst, lacht das Glück – Cliff Richard)
- Leeds United – Leeds United Football Team